# Kontraktura
Kontraktura je naziv za ograničenje pokretljivosti zgloba u nekim ili svim smjerovima, do koje može doći zbog različitih patoloških procesa samog zgloba ili okolnog tkiva. Ograničenje je stalno i odnosi se na aktivne i pasivne kretenje u zglobu. 
Prema uzroku nastanka kontrakture razlikujemo:
- prirođene kontrakture - prirođene malformacije
- dermatogene kontrakture - oštečenje ili bolest kože (npr. opeklina) uzrokuje ograničenje pokretljivosti zgloba
- tendogene kontrakture - uzrok je bolest ili oštećenje tetive
- miogene kontrakture - uzrok je bolest ili oštećenje mišića
- desmogene kontrakture - uzrok je bolest ili oštećenje fascija ili aponeuroza (npr. Dupuytrenova kontraktura)
- neurogene kontrakture - uzrok je bolest ili oštećenje živčanog sustava
- ishemijske kontrakture - uzrok je ishemijsko oštećenje tkiva (npr. Volkmannova kontraktura)
- psihogene kontrakture

U liječenju kontrakura koriste se kirurški zahvati, dok se metodama fizikalne medicine može spriječiti nastanak kontrakture.
|  | Molimo pročitajte upozorenje o korištenju medicinskih informacija. Ne provodite liječenje bez savjetovanja s liječnikom! |